# Protéine à motifs PPR
Les protéines PPR (pour pentatricopeptide repeat) sont des protéines possédant plusieurs motifs dégénérés d’environ 35 acides aminés, appelés motifs PPR. Cette famille de protéines est très présente chez les Eucaryotes, particulièrement chez les Embryophytes. Les protéines PPR se distinguent par la présence de plusieurs motifs PPR (de 2 à 30) répétés en tandem. Les protéines PPR sont capables de lier des ARN de façon séquence spécifique.

## Évolution des Protéines PPR
Les protéines PPR sont très proches des protéines TPR (pour tetratricopeptide repeat), une autre famille de protéines présente chez les Eucaryotes et les Procaryotes. Ces protéines interagissent avec d’autres protéines et possèdent un motif dégénéré de ~ 34 acides aminés, similaire à celui des protéines PPR. La distinction entre ces deux familles de protéines a été réalisée en 2000 à la suite des travaux de Small et Peeters en se basant sur la différence de consensus des motifs et a permis de proposer une fonction différente en ce qui concerne leurs ligands.
On trouve des PPR chez tous les organismes eucaryotes. Il est proposé qu’elles seraient apparues chez le premier ancêtre commun des Eucaryotes par évolution à partir des protéines TPR. Néanmoins, des PPR ont été identifiées chez quelques organismes procaryotes comme des bactéries (par exemple Erwinia amylovora). L’hypothèse d’un transfert horizontal serait la plus plausible pour expliquer ces cas particuliers.
Même si elles sont présentes et très conservées chez les eucaryotes, on observe une disparité dans leur distribution entre les différentes familles. Ci-dessous est indiqué, le nombre de protéines PPR identifiées dans quelques espèces représentatives.
- Homo sapiens (Humain) : 7 protéines PPR[3].
- Saccharomyces cerevisiae (Levure) : 12 protéines PPR[4].
- Arabidopsis thaliana (Arabette des dames): 496 protéines PPR[5].
- Oryza sativa (Riz) : 491 protéines PPR[6].
- Chlamydomonas reinhardtii (Algue verte) : 14 protéines PPR[7].
- Physcomitrella patens (Mousse) : 105 protéines PPR[8].

On observe une expansion du nombre de gènes codants des protéines PPR chez les Embryophytes. L’expansion serait apparue lors de la séparation des Embryophytes et des Algues vertes.

## Structure et famille
La structure tertiaire des motifs PPR a été caractérisée par cristallographie. Chaque motif PPR est formé de deux hélices α anti-parallèles (hélice-coude-hélice). L’ensemble de ces motifs se replie en une super-hélice,. 
Le motif PPR est un motif dégénéré de 35 acides aminés. Le motif canonique est appelé le motif P (pour pure). Il existe deux motifs variants dérivés du motif P, les motifs S (pour short, de 31 acides aminés) et L (pour long, de 35-36 acides aminés). 
L’agencement de ces différents motifs en tandem définit les deux principales sous-familles de protéines PPR, notées P et PLS,. 

### Sous-famille P
Les protéines PPR de la sous-famille P ne contiennent que des motifs P.

### Sous-famille PLS
Les protéines de la sous-famille PLS consistent en un enchaînement régulier de motifs P, L puis S. Les protéines PLS possèdent aussi parfois d'autres domaines que l’on retrouve dans leur région C-terminale : les domaines E1, E2, E+ et DYW (selon la définition de Cheng et al). 
La famille PLS est ainsi subdivisée en 4 sous-groupes (selon le domaine C-terminal): PPR-E1, PPR-E2, PPR-E+ et DYW

## Rôles des Protéines PPR
L'immense majorité des protéines PPR est codée dans le noyau puis adressée aux organites à génomes des cellules eucaryotes (mitochondries et plastes) où elles assurent leur fonction en se fixant aux ARN simples brins de façon séquence spécifique. 

### Le Code PPR ou base moléculaire de l’interaction PPR-ARN
Les mécanismes moléculaires impliqués dans la reconnaissance des ARN par les protéines PPR ont beaucoup été étudiés et il a été montré que : 
- Seuls les motifs PPR seraient impliqués dans la reconnaissance[15],[14].
- La reconnaissance se fait avec une orientation parallèle des molécules (la région N-terminale de la protéine lie à la région 5’ du site de liaison de l’ARN tandis que la région C-terminale interagit avec la région 3’)[16].
- Chaque motif PPR reconnait l’ARN cible en formant des liaisons hydrogène avec les nucléotides[17],[18],[19].

Les découvertes les plus récentes suggèrent que la fixation protéine PPR/ARN est principalement déterminée par les acides aminés (AA) 5 et 35 du motif PPR,,,, (en suivant la nomenclature de Yin et al.) et que chaque motif PPR reconnaîtrait un acide nucléique de l’ARN.  Plusieurs équipes ont tenté de déchiffrer ce code (appelé code PPR), aboutissant à des résultats intéressants. Un modèle probabiliste est proposé pour expliquer ce code. Les combinaisons T5N35 et T5D35 vont préférentiellement fixer les purines (adénine et guanine) alors que les combinaisons N5D35, N5N35 et N5S35 vont fixer préférentiellement les pyrimidines (cytosine et uracile). 
| AA position 5  | AA position 35 | Nucléotide (ordre de préférence)        |
| -------------- | -------------- | --------------------------------------- |
| Thréonine (T)  | Asparagine (N) | Adénine >>> guanine, cytosine, uracile  |
| Thréonine (T)  | Aspartate (D)  | Guanine >>> adénine, cytosine, uracile  |
| Asparagine (N) | Aspartate (D)  | Uracile > cytosine>>> adénine, guanine  |
| Asparagine (N) | Asparagine (N) | Cytosine = uracile >>> adénine, guanine |
| Asparagine (N) | Sérine (S)     | Cytosine > uracile >>> adénine, guanine |

Si le code est plus ou moins connu aujourd’hui, il demeure, toutefois, particulièrement compliqué de prédire quel ARN va être fixé par une protéine PPR tant le code est dégénéré. En effet, il a été montré que différentes combinaisons d’acides aminés peuvent reconnaître le même nucléotide, alors que la même combinaison d’acides aminés peut reconnaître des nucléotides différents.

### Fonctions moléculaires des Protéines PPR
La fonction canonique d’une protéine PPR est de fixer une molécule d’ARN. Une fois que la PPR s’est fixée sur son ARN cible, il est souvent suggéré qu’elle recrute d'autres protéines dans la cellule. Selon les acteurs recrutés, l’effet sur l’ARN ne sera pas le même. Les PPR influencent ainsi l'expression des gènes dans les mitochondries et chloroplastes en régulant le devenir des ARN. 
Les domaines E1 et E2 sont tous les deux composés d’environ 34 acides aminés. Des études suggèrent que ces domaines n’auraient pas d’activité catalytique, mais qu’ils seraient impliqués dans des interactions de type protéine-protéine,. 
Le domaine DYW est composé de 136 acides aminés. Le nom de ce domaine vient de ses trois acides aminés C-terminaux qui sont très conservés (Aspartate-Tyrosine-Tryptophane). Le domaine DYW possède des similarités avec les cytidines désaminases, des enzymes qui catalysent la désamination de cytidines libres en uridines. L’activité cytidine désaminase du domaine DYW, longtemps suggérée sans être prouvée, n’a été démontrée que très récemment,. 
On constate que généralement, les PPR de type P sont impliquées dans des processus comme la stabilisation, la traduction et l’épissage des ARN, alors que les PPR de type PLS sont impliquées principalement dans l’édition des ARN. 
Même si les cibles des PPR, ainsi que leur mode d’action, sont peu connus aujourd’hui, l’hypothèse que ce sont des régulateurs nucléaires de l’expression génétique des organites au niveau post-transcriptionnel est largement admise.  
Des études ont montré que la mutation de certaines PPR mitochondriales est associée à un défaut de développement embryonnaire ou de stérilité mâle cytoplasmique (CMS) chez les plantes. D’autres études ont pu montrer que la variante canadienne-française du syndrome de Leigh (en), un trouble neurodégénératif chez l’homme, est associée à la mutation dans le gène codant une PPR, LRPPRC (pour leucine rich pentatricopeptide repeat cassette). 

## Applications en biotechnologies
Les protéines PPR jouent un rôle important dans la régulation post-transcriptionnelle des gènes exprimés dans les organites. L’interaction PPR-ARN, au cœur de cette régulation, fait aujourd’hui l’objet d’un grand intérêt d’un point de vue biotechnologique. Depuis les premières découvertes mettant en évidence les bases moléculaires de cette interaction, des chercheurs ont envisagé la possibilité d’exploiter les propriétés de liaison des PPR aux ARN pour créer des outils biotechnologiques visant à contrôler l’expression de certains gènes. Deux procédés sont utilisés. Le premier consiste à synthétiser de nouvelles PPR comme les cPPR (pour consensus PPR sequences) capable de lier des ARN d’intérêt Le second consiste à modifier des PPR déjà existantes. PPR10, une PPR de maïs, a été modifiée dans le but de guider sa fixation à un ARN d’intérêt.
L’interaction entre la PPR et l’ARN peut avoir plusieurs conséquences. Bien maîtrisée elle peut être utilisée pour induire ou réprimer l’expression d’un gène, natif ou transgénique, dans un organite. Dans une étude récente, la séquence de RFP2 (RNA PROCESSING FACTOR 2) a été modifiée pour bloquer l’expression du gène mitochondrial nad6 codant une sous-unité du complexe I de la chaîne respiratoire chez Arabidopsis thaliana. Encore plus récemment, une approche qui consiste à modifier la PPR de maïs PPR10 a permis d'induire l’expression de transgènes dans les chloroplastes de Nicotiana tabacum.